# عامر بن إبراهيم الأصفهاني
عامر بن إِبراهيم بن واقد بن عبد اللَّه الأصبهاني مولى أبو موسى الأشعري، وأحد رواة الحديث النبوي. روى له النسائي حديثا واحدا.

## روايته للحديث
روى عن: أبي هاني إِسماعيل بن خليفة الأنصاري الكوفي، وحماد بن سلمة، وخطاب بن جعفر بن أبي المغيرة القمي، وزياد أبي حمزة، وسعيد بن عثْمان الأصبهاني مولى باهلة، وأبي داود سليمان بن داود الطيالسي، وشعبة بن عمران المديني الأصبهاني، وأبي عبيد اللَّه عذار بن عبيد اللَّه الأصبهاني، وعمر بن خليفة الأنصاري، وأبي عثمان عمرو بن صالح الثقفي. روى عنه: ابنه إِبراهيم بن عامر بن إِبراهيم، وأسيد بن عاصم الأصبهاني، وأَبو بشر الْحسَن بن عطاء بن يزيد بن سعيد الجروآني، وحفص بن عمر المهرقاني، ويونس بن حبيب العجلي الأصبهاني.

## الجرح والتعديل
- قال أبو داود الطيالسي: اكتبوا عن عامر بن إِبراهِيم مؤذن مسجد أصبهان فَإِنَّهُ ثقة.
- قال عمرو بن علي: حدثنا عامر بن إِبراهِيم وكان ثقة من خيار الناس.
- قال أبو نعيم: خرج إِلى يعقوب القمي فكتب عنه عامة كتبه، وأقام عنده في داره شهرا كان يبيع الخشب وقيل له: لم لم تكتب عن النعمان بن عبد السلام كتبه قال: كانوا أغنياء لهم وراقون ولم يكن لي شيء، فكتبت توفي سنة إحدى أو اثنتين ومائتين.